# Vincent Connare

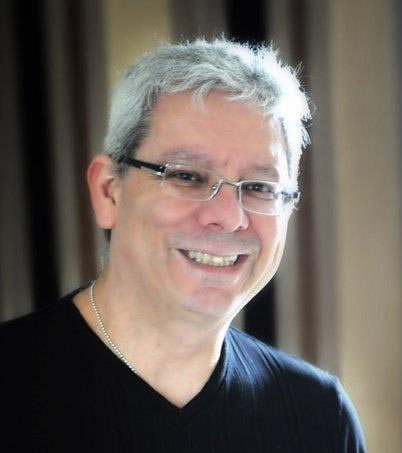
Vincent Connare (2012)

Vincent Connare (* 26. September 1960) ist ein US-amerikanischer Schriftdesigner und ehemaliger Microsoft-Mitarbeiter. Zu seinen Schöpfungen zählen die Schriftarten Comic Sans und Trebuchet MS, sowie Teile der Schriftarten Marlett (die seit 1995 für skalierbare Benutzeroberflächensymbole in Microsoft Windows verwendet wird) und Webdings. 
Speziell das später zum Emoji gewordene Unicode-Zeichen U+1F574 🕴 man in business suit levitation geht auf ihn zurück.